# Adawie Efendijewa

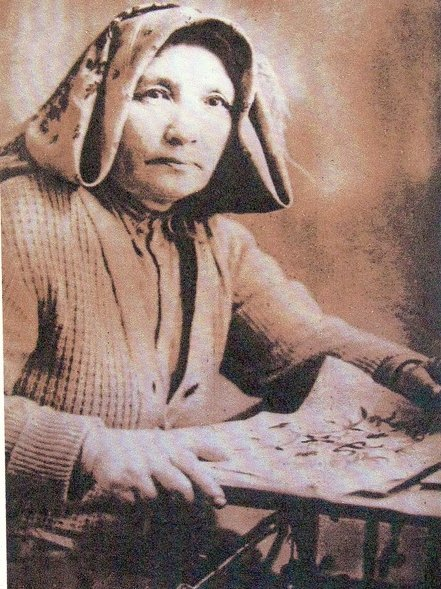
Adawie Efendijewa, 1935

Adawie Efendijewa (krimtatarisch Adaviye Efendiyeva; * 1879 in Jewpatorija, Krim, Russisches Kaiserreich; † 1944 in der Nähe von Samarkand, Usbekische Sozialistische Sowjetrepublik) war eine krimtatarische Weberin und Stickereimeisterin.

## Leben
Adawie Efendijewa wurde 1879 in der Krimstadt Jewpatorija im Russischen Kaiserreich geboren. Sticken und Weben lernte sie bereits als Kind von ihrer Großmutter, die selbst eine talentierte und geschickte Kunsthandwerkerin war. Mit zwölf Jahren benutzte sie erstmals eine Stickmaschine und lernte mit sechzehn den Umgang mit einem elektrischen Webstuhl, als ihr Vater ihr einen Webstuhl kaufte und einen Webmeister bat, ihr das Weben auf diesem Stuhl zu zeigen. Ihr Vater schätzte die Volkskunst sehr und scheute daher keine Kosten für die Ausbildung seiner Tochter. Sie beherrschte die Techniken des traditionellen Stickens und Webens perfekt und schuf einzigartige Kunstwerke.
1928 wurde sie vom örtlichen Geschichtskreis des Jewpatorija-Museums als Spezialistin für die Vermittlung nationaler Sticktechniken eingeladen. Im Jahr 1930 wurde Efendijewa Sticklehrerin für „Alte Muster“. Zu dieser Zeit begann sie auch Bilder zu malen, die das Lokalkolorit zeigten. Ihre Zeichnungen wurden erstmals 1935 in Moskau auf der Ausstellung der Meister der Volkskunst der Tataren und Karäer der Krim sowie auf der Ersten Allrussischen Ausstellung für Laienkunst ausgestellt.

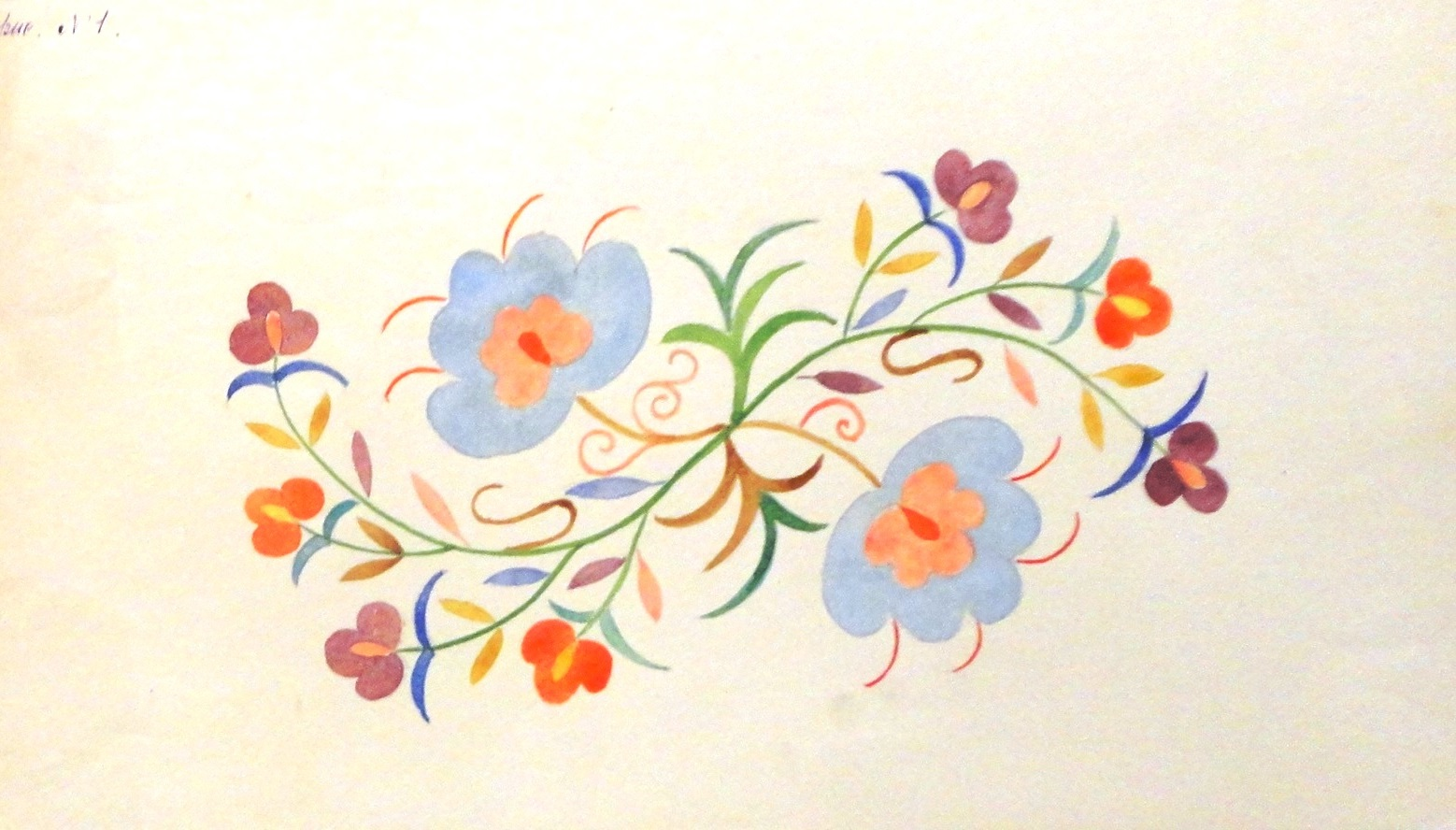

Adawie Efendijewa entwickelte mehr als 200 Ornamente. Ihr Werk zeichnete sich durch zeichnerische Klarheit, Lakonizität, Symmetrie und Originalität der Komposition aus. Sie wird mit „Meine Ornamente sind meine Gedanken“ über ihre Werke der Ornamentkompositionen zitiert. Ihre Werke tragen das Erbe des Steppenteils der Krim in sich. In den 1930er Jahren bildete sie in der Eupatoria-Schule „Promschwej“ weitere berühmte Stickerinnen wie Alijewa, Bekirowa und andere aus. Efendijewa schuf 500 ornamentale Kompositionen, die von allen Schulen der Krim verwendet wurden. Nähprodukte und Stickereien mit Efendijewas Ornamenten wurden in Europa und Amerika ausgestellt.
Kurz nachdem die Rote Armee 1944 die Kontrolle über die Krim zurückerobert hatte, wurden die meisten ethnischen Tataren, darunter auch Adawie Efendijewa, in die Usbekische Sozialistische Sowjetrepublik deportiert. Unter den harten Bedingungen des Exils starb sie kurz nach ihrer Ankunft in der Nähe von Samarkand. Viele ihrer Werke, darunter Tischdecken, Handtücher und bestickte Gürtel, sind im Kunstmuseum Simferopol in Simferopol ausgestellt.